# Statyka płynów
Statyka płynów – dział mechaniki płynów zajmujący się płynami nieporuszającymi się.
Podstawową zależnością opisującą nieporuszający się płyn jest równanie Eulera, które w wersji wektorowej:
{\displaystyle 0=-{\boldsymbol {\nabla }}p+\rho _{f}\mathbf {g} ,}
gdzie:
- {\displaystyle p} – ciśnienie,
- {\displaystyle \rho } – gęstość płynu,
- {\displaystyle \mathbf {g} } – siły masowe (np. przyspieszenie grawitacjne).

Równanie to wskazuje, że gradient ciśnienia (zmiana ciśnienia na jednostkę odległości) jest wprost proporcjonalny do siły masowej, a współczynnikiem proporcjonalności jest gęstość płynu. Równanie to jest zapisem II zasady dynamiki Newtona dla cząstki płynu o przyspieszeniu równym zero.
Jeżeli siła masowa jest równa zero, to ciśnienie jest jednakowe w całej objętości płynu, co odpowiada prawu Pascala. Powyższe równanie ma rozwiązanie, co odpowiada temu że płyn może spoczywać, jeżeli siły masowe można wyrazić funkcją różniczkowalną, a pole tej funkcji jest bezwirowe. Dla takiego pola wektorowego można wprowadzić funkcję skalarną będącą potencjałem pola.
W najczęściej spotykanym przypadku stałej gęstości płynu i jednorodnego pola sił masowych pochodzących od grawitacji: {\displaystyle g_{j}=[0;0;-g]} (gdzie: {\displaystyle g} – przyspieszenie ziemskie), wzór przybiera formę całkową:
{\displaystyle p=p_{0}-g\rho z,}
gdzie:
- {\displaystyle z} – wysokość,
- {\displaystyle p_{0}} – ciśnienie na wysokości {\displaystyle z=0.}

Wzór ten jest współczesną postacią, prawa Pascala w obecności sił grawitacji, mówiącego że w płynie działa siła wyporu skierowana do góry równa ciężarowi wypartej cieczy. Zaś z prawa Pascala wynika siła naporu płynu na ściankę i siła wyporu, którą opisuje prawo Archimedesa.